# 霍利 (佛羅里達州)
霍利（英語：Holley）是位於美國佛羅里達州聖羅薩縣的一個人口普查指定地區。

## 地理
霍利的座標為30°26′49″N 86°54′25″W / 30.44694°N 86.90694°W，而該地最高點為海拔高度2米（即7英尺）。

## 人口
根據2010年美國人口普查的數據，霍利的面積為11.90平方千米，當中陸地面積為9.19平方千米，而水域面積為2.71平方千米。當地共有人口1630人，而人口密度為每平方千米136人。